# 苦郎藤
苦郎藤（学名：Cissus assamica）为葡萄科白粉藤属下的一个种。

## 扩展阅读
- 維基物種上的相關：苦郎藤